# Traute Lafrenz
Traute Lafrenz Page, née le 3 mai 1919 à Hambourg et morte le 6 mars 2023 en Caroline du Sud, est une médecin allemande impliquée dans la résistance au nazisme au sein du réseau La Rose blanche à Hambourg et Munich. Elle joue un rôle central de liaison entre les différents groupes. Arrêtée par la Gestapo en mars 1943, elle passe un an en prison avant d'être à nouveau arrêtée peu après sa sortie en mars 1944. Elle est libérée par l'avancée des troupes alliées en 1945, puis part s'installer aux États-Unis en 1947, où elle travaille en tant que médecin puis directrice d'une école pour enfants à besoins particuliers.

## Biographie
Née le 3 mai 1919 à Hambourg, Traute Lafrenz fréquente l'école du couvent de Hambourg puis l'école de Lichtwark,. Après le Reichsarbeitsdienst (service du travail obligatoire), elle commence à étudier la médecine à l'université de Hambourg en 1939. Après la fin du semestre, elle est envoyée en Poméranie orientale pour aider à la récolte. C'est là qu'elle rencontre Alexander Schmorell qui est également étudiant en médecine à Hambourg .
Deux ans plus tard, en mai 1941, elle s'installe à Munich où elle rencontre Christoph Probst et Hans Scholl qui la font entrer dans leur groupe de discussion anti-nazi, La Rose blanche. Elle a eu une brève relation amoureuse avec Hans Scholl durant l'été 1941; ils sont ensuite restés amis. Avec Sophie Scholl, elle organise la production des tracts anti-nazis qu'ils distribuent,.
En novembre 1942, Traute Lafrenz apporte le troisième dépliant de la Rose blanche à Hambourg. A Noël 1942, elle tente de mettre la main sur un duplicateur à Vienne. En janvier 1943, avec Sophie Scholl, Traute Lafrenz collecte du papier et des enveloppes pour la réalisation et l'envoi d'autres tracts. Elle établit les contacts entre les groupes de Munich et de Hambourg de la Rose blanche.
Le 18 février 1943, Hans et Sophie Scholl ont été arrêtés alors qu'ils distribuent le sixième tract de la Rose Blanche à l'Université de Munich à la suite de quoi Traute Lafrenz et d'autres membres font également l'objet des enquêtes de la Gestapo. Traute Lafrenz est interrogée pour la première fois par la Gestapo le 5 mars 1943 puis est arrêtée quelques jours plus tard, le 15 mars 1943. Elle est inculpée par le Volksgerichtshof le 19 avril 1943 en même temps qu'Alexander Schmorell, Kurt Huber et Willi Graf. Elle parvient à dissimuler son implication réelle dans les activités du groupe et est condamnée à un an de prison, alors que ses trois camarades sont condamnés à mort,.
Peu après sa libération, elle est de nouveau arrêtée, fin mars 1944, dans le cadre de l'enquête sur la branche de Hambourg de la Rose Blanche et envoyée en prison à Hambourg-Fuhlsbüttel. Face à l'avancée des troupes américaines, elle est transférée à Cottbus, Leipzig et enfin Bayreuth où elle est libérée le 15 avril 1945 par les troupes américaines, en même temps que Maria Leipelt,.

### L'après-guerre
En 1947, Traute Lafrenz émigre aux États-Unis. Elle obtient son diplôme de médecine à l'université de Californie à Berkeley et au Joseph's Hospital de San Francisco. Elle obtient la nationalité américaine en 1948 et, le 2 mars 1949, elle épouse le docteur Vernon Page, avec qui elle a quatre enfants. De 1972 à 1994, elle est directrice de l'école Esperanza pour enfants ayant des besoins spéciaux à Chicago. Après sa retraite, elle et son mari ont déménagé en Caroline du Sud. Vernon Page décède en 1995, et depuis lors, Traute Lafrenz-Page vit dans son ancienne maison d'été sur l'île Yonges,.
Elle fête son centième anniversaire le 3 mai 2019. A cette occasion, elle reçoit le grade d'officier de l'ordre du Mérite de la République fédérale d'Allemagne. Elle est la dernière survivante de La Rose blanche.
Traute Lafrenz décède le 6 mars 2023, à l'âge de 103 ans, en Caroline du sud,,.

## Décoration
- Officier de l'ordre du Mérite de la République fédérale d'Allemagne (2019). Décoration remise lors de son centième anniversaire[14].

## Distinctions
En 2009, Traute Lafrenz reçoit, en même temps que la résistante Elsa Werner (de), la médaille Herbert Weichmann de la communauté juive de Hambourg, au nom de tous les membres et sympathisants de la Rose Blanche.
En 2010, une exposition sur les personnalités les moins connues de La Rose blanche est organisée à l'université Louis-et-Maximilien de Munich.

## Publications
- (de) Traute Lafrenz, Augenzeugenbericht, dans Inge Scholl: Die Weiße Rose, Francfort, 1993, pp. 131–138.
- (en) Susan Benedict, Arthur Caplan, Traute Lafrenz-Page, Duty and 'euthanasia'. The nurses of Meseritz-Obrawalde, dans Nursing Ethics, novembre 2007, 14 (6), pp. 781–794.